# الغوزانجي (الكمبري)
الغوزانجي (باللاتينية: Guzhangian)، وهي ثالث مرحلة من فترة المياولينغي والسابعة من الكامبري، حيث امتدت من ≈ 500.5 إلى≈ 497 مليون سنة مضت، لمدة 3.5 مليون سنة تقريبا.

## التسمية
يعود مصطلح غوزانجي إلى محافظة غوزانج في مقاطعة خونان الصينية.

## المقطع النموذجي
يتم تعريف نقطة ومقطع طبقة الحدود العالمية (GSSP) في تكوين هواكياو في خونان، الصين. قاعدة الغوزانجي الدقيقة عبارة عن طبقة من الحجر الجيري على ارتفاع 121.3 متر فوق قاعدة تكوين هواكياو في «قطاع ليويكسى» (28°43′12″N 109°57′53″E / 28.7200°N 109.9647°E)، حيث ظهرت «ليجوبايغ لافيغاتا» أول مرة.

## الطبقات الحيوية
تم تعريف قاعدة الغوزانجي بأول ظهور لثلاثية الفصوص ليجوبايغ لافيغاتا (الاسم العلمي: Lejopyge laevigata) منذ 500.5 مليون سنة. وتم تعريف حدوده العليا بأول ظهور لثلاثية الفصوص غليبتاجنوستاس الشبكي (الاسم العلمي: Glyptagnostus reticulatus) منذ 497 مليون سنة.